# 티에리 앙리
티에리 다니엘 앙리(프랑스어: Thierry Daniel Henry, 1977년 8월 17일 ~ )는 프랑스의 전 축구 선수, 현 축구 지도자로 선수 시절 AS 모나코, 유벤투스, 아스널, 바르셀로나, 뉴욕 레드불스에서 활약하였다. 앙리의 포지션은 스트라이커로서 탁월한 득점 능력을 갖추고 있었으며 8년동안 활약한 아스널에서는 '킹' (King)이라는 별명으로 불렸다.
아스널은 앙리를 스트라이커로 기용하여 월드 클래스의 축구 선수로 끌어올렸다. 초반에는 잠시 주춤하는 기색을 보였으나, 시간이 흐르자 거의 매시즌 아스널의 최다 득점자로 자리매김하였다. 그의 오랜 멘토이자 아스널의 감독인 아르센 웽거의 지도 아래, 그는 모든 대회에서 226골을 넣으며 아스널 FC의 역사상 가장 많은 골을 넣은 선수가 되었다.
아스널 선수로서의 기간 동안 앙리는 두번의 리그 타이틀과 세번의 FA컵을 획득하였다. FIFA 올해의 선수 후보에 두번 오른 바 있고, PFA 선수들이 선정한 최고의 선수로도 두번 뽑혔으며 FWA 올해의 선수로도 세번 뽑혔다. 아스널에서의 마지막 두 시즌은 주장으로 활약하며 2006년에는 팀을 UEFA 챔피언스 리그 결승전까지 진출시켰다. 아스널에서 8년의 선수 생활을 끝내고 2007년 6월 1일 앙리는 2400만 유로의 이적료로 FC 바르셀로나로 이적하였다. 2008-09시즌, 팀이 리그, 컵, 챔피언스 리그에서 모두 우승하며 트레블을 달성하는 데에 큰 기여를 하였다.
프랑스 축구 국가대표팀이 1998년 FIFA 월드컵, UEFA 유로 2000, 2003년 FIFA 컨페더레이션스컵에서 우승컵을 드는 등 성공을 이어왔다. 앙리는 프랑스 축구 국가대표팀에서도 2007년 10월, 그는 미셸 플라티니의 프랑스 국가대표 선수 최다 골 기록을 새로이 경신하며 신기록을 작성하기 시작하였다.
경기 외의 부분에서는, 자신의 경험을 토대로 축구계의 인종 차별을 반대하는 대변인으로서도 활동하고 있다. 앙리의 축구 스타일과 활달한 성품은 그가 세계에서 가장 마케팅 효과가 큰 축구선수가 되는 데에도 영향을 미쳐, 나이키, 리복, 르노, 펩시, 질레트와 같은 대기업 광고에도 많이 참여하였다.

## 어린 시절
파리 근교 에손주에 있는 레윌리스에서 과들루프계 아버지와 마르티니크계 어머니 사이에서 태어나 어려운 환경 아래 유년기를 보냈다. 그는 어렸을 적부터 육상에 소질이 있었으나 축구로 자신의 길을 선택한 이유는 네덜란드의 마르코 판 바스턴 때문이라고 하며, 자신의 국가대표 등번호가 12번인 것도 마르코 판 바스턴의 등번호가 12번이기 때문이라고 한다. 그는 어린 시절부터 지역 축구 팀에서 골 본능을 뽐내며 큰 기대를 모았다.
그는 레윌리스와 팔레소의 주니어 팀에 가입하였고, 13세의 나이로 앙리는 이미 비리샤티용을 위한 15세 이하 팀을 위하여 활약하고 있었다. 부모가 헤어진 후, 모친이 앙리가 축구에 더욱 전념하던 알렉산더 플레밍 학교에 가입하려 그를 오르세로 대려갔다. 14세의 나이로 앙리는 프랑스 축구 협회의 클레르퐁텐 아카데미로 가입하는 데 선택되었다.

## 클럽 경력

### AS 모나코와 유벤투스
클레르퐁텐 아카데미에 있는 동안 앙리는 AS 모나코의 감독 아르센 벵거와 도제 계약을 맺어 1994년 자신의 첫 프로 출연을 이루어 OGC 니스에게 2 대 0으로 패하였다. 1996년 그는 벵거의 지도 아래 그해의 프랑스 연소자 선수가 되었다. 유럽 선수권이 열리는 동안에 그는 7골을 득점하여 프랑스 18세 이하 팀을 이끌었다. 그의 화려한 상연들은 프랑스 국가 대표팀에 그를 놓았고 1998년 FIFA 월드컵을 우승하였다. 여기서 그는 파트리크 비에라(아스널), 로랑 블랑(올림피크 마르세유), 마르셀 드사이(AC 밀란), 지네딘 지단(유벤투스), 로베르 피레스(FC 메츠), 릴리앙 튀랑(파르마), 파비앵 바르테즈(AS 모나코)와 에마뉘엘 프티(아스널) 같은 위대한 선수들 옆에서 활약하였다.
1999년 유벤투스에 입단하기 전에 앙리는 모나코를 위하여 105개의 경기에서 20골을 득점하여 이탈리아 세리에 A로 프랑스 선수가 들어가게 하는 데 10.5백만 파운드가 내어졌다. 앙리는 유벤투스에서 기대하던 성공을 이루어낼 수 없어 단 하나의 시즌 후에 그는 자신의 선도자 아르센 벵거와 합친 아스널에 1천 1백만 파운들을 위하여 가입하였다.

### 아스널

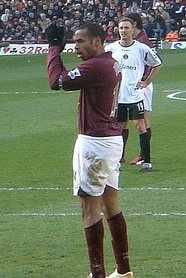
아스널 활약 시절의 앙리

그의 주요 활약이 좌측 윙어였어도 벵거는 앙리를 스트라이커로 전환시켰고, 앙리는 잉글랜드 프리미어리그가 이제까지 본 가장 치명적인 스트라이커들 중의 하나로 발전하였다. 그는 아스널의 주요 득점자가 되었고, 거대한 첫 시즌 후에 팀에서 그의 두번째 시즌은 더욱 성공적이었다. 그는 리버풀 FC를 상대로 아스널을 FA컵 결승전으로 이끌었으나 웸블리 스타디움에서 2 대 1의 패배로 굴복한 후 승리의 간결로 왔다.
2001/2002 시즌에서 앙리는 리그에서 24골을 득점하여 리그의 최고 득점자로 나타났다. 그는 아스널이 바클레이스 프리미어리그와 FA컵을 우승할 때 팀을 2배로 이끌기도 하였다. 모든 경연들에서 함께 아스널을 위하여 또 다른 32골을 득점한 해에 이어 자신이 결승전들에서 경기의 선수로 임명된 또 하나의 FA컵 트로피로 클럽을 이끌었다. 2003/2004 시즌에 앙리는 환상적인 30골의 득점과 함께 프리미어리그의 최고 득점자로 단 하나의 경기에서 패배없이 아스널이 우승하는 데 도움을 주었다.
2004년 앙리는 2개의 연속적 해를 위하여 올해의 FWA 축구 선수로 임명되는 데 반세기에서 첫 선수가 되었다. 2005년 그는 맨체스터 유나이티드를 상대로 아스널을 FA컵 결승전으로 지도하였으나 아스널이 자신들의 10번째 FA컵을 우승한 결승전에서 그를 벤치에 앉히게 한 무릎 부상을 당하였다. 2006년 10월 17일 앙리는 아스널의 사상 최고의 득점자가 되는 데 이언 라이트의 185골 기록을 깨고, 228골과 함께 현재 아스널 사상 최고의 득점자이다. 그는 3번째로 잉글랜드 프리미어 리그에서 올해의 축구 선수로 선출되었고, 59년 만에 3번이나 탐내는 상을 3번이나 받은 선수가 되었다.
1998년 FIFA 월드컵 승리의 곁에 앙리는 UEFA 유로 2000을 우승하면서 이어진 프랑스 국가 대표 팀의 일부이기도 하였다. 2년 후, 한일 월드컵에서 프랑스 팀의 대실패 후에 감정이 낮아지고, 좌절한 앙리는 우루과이를 상대로 2번째 경기에서 레드카드를 받았다.
그는 2006년 FC 바르셀로나를 상대로 UEFA 챔피언스리그에서 자신의 팀 주장을 맡았으나 독일의 골키퍼 옌스 레만이 아스널의 선수를 10명으로 줄인 레드카드를 보여진 후 2 대 1로 패하였다.

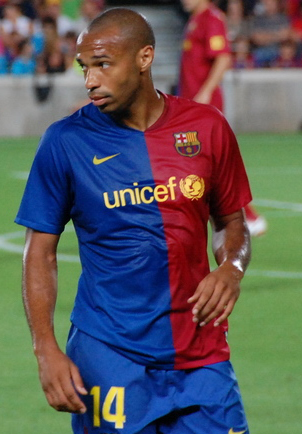
FC 바르셀로나 시절 (2008년)

### FC 바르셀로나
1년 후, 앙리는 2천 4백만 파운드를 위하여 FC 바르셀로나로 옮겨 챔피언스리그에서 자신들이 올림피크 리옹에 3 대 0으로 이긴 스페인 쪽의 자신의 첫 골을 득점하였다. 앙리는 2009년 펩 과르디올라 감독 아래 6개의 트로피를 우승한 FC 바르셀로나의 일부였으며, 코파 델 레이, 라 리가, 스페인 슈퍼컵, UEFA 챔피언스리그, UEFA 슈퍼컵과 FIFA 클럽 월드컵을 포함하는데 마르코 판 바스턴을 동경해 이 선수의 등번호인 12번을 원했으나 이런저런 사정 때문에 무산되자 아스널에서 달던 14번을 그대로 달았다.

### 뉴욕 레드불스

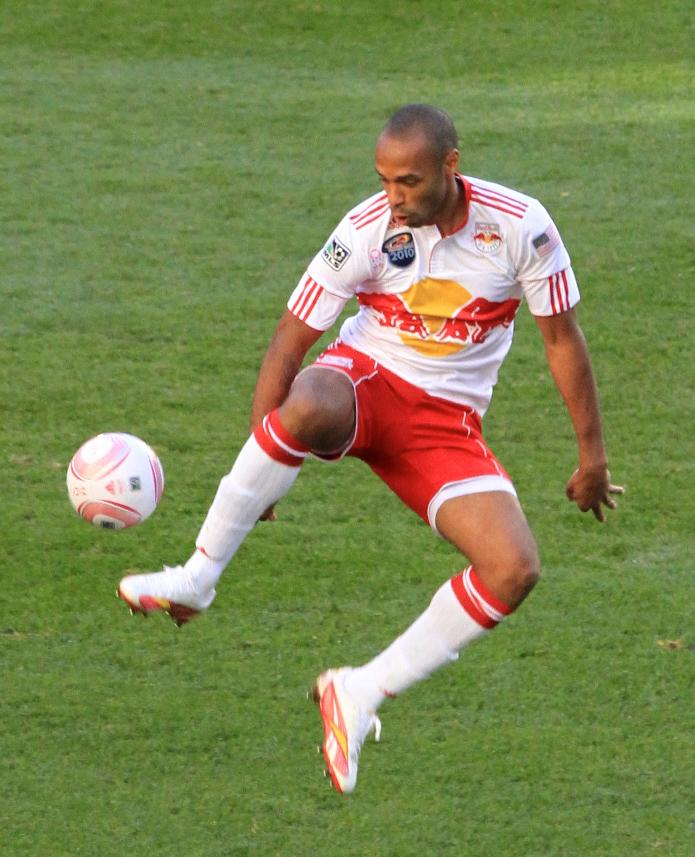
뉴욕 레드불스 활약 당시 자신의 스타일을 선보이는 앙리

2010년 그는 미국으로 건너가 메이저 리그 사커의 뉴욕 레드불스와 계약을 맺고, 새너제이 어스퀘이크스에 2 대 0의 승리에서 팀을 위하여 자신의 첫 골을 득점하였다.
2011/2012 시즌 동안에 그는 2달 임대로 아스널로 돌아가 FA컵 3번째 라운드에서 리즈 유나이티드를 상대로 단 하나의 골을 포함하여 기본적인 골들을 득점하였다. 2012년 레드불스로 돌아가 몬트리올 임팩트를 상대로 5 대 2의 승리에서 자신의 첫 3골을 득점하였다.
2014년 12월 1일 그는 뉴욕 레드불스를 떠나고 15일 후에 은퇴를 선언하였다.

## 국가대표팀 경력

### 1998년 프랑스 월드컵
프랑스는 덴마크, 남아프리카공화국, 사우디아라비아와 함께 C조에 편성됐다. 앙리는 남아프리카공화국과 사우디아라비아를 상대로 총 3골을 득점하였다.

### 2002년 한일 월드컵
프랑스는 세네갈, 우루과이, 덴마크와 함께 A조에 편성됐다. 그러나 앙리는 프리미어리그 득점왕이라는 타이틀에 맞지 않는 모습을 보였고, 특히 우루과이와의 조별리그 2차전에서 퇴장을 당하면서 벤치에서 조국의 탈락을 지켜봐야 했다.

### 2006년 독일 월드컵
프랑스는 스위스, 대한민국, 토고와 함께 G조에 편성됐다. 스위스와 0대 0으로 비긴 프랑스는 대한민국과 조별리그 2차전을 치렀는데 앙리는 전반 9분에 실뱅 윌토르의 패스를 받아 선제골을 넣었다. 그러나 막판 뒷심 부족으로 후반 36분, 대한민국의 박지성에 동점골을 허용하면서 1대 1로 비겼다. 그러나 토고와의 조별리그 최종전에서 1대 0으로 앞서던 도중에 추가골을 넣었고, 프랑스는 1승 2무의 성적으로 16강 진출에 턱걸이했다.
그리고 브라질과의 8강전에서는 지네딘 지단의 프리킥을 그대로 득점으로 연결했으며, 프랑스는 1대 0으로 승리했다. 이후 승승장구하면서 8년만에 결승에 진출하지만, 이탈리아와의 승부차기에서 패하면서 준우승에 머물렀다.

### 2010년 남아프리카공화국 월드컵
2010년 FIFA 월드컵 유럽 지역 예선에서 세르비아에게 뒤져 조 2위를 차지하게 된 프랑스는 2010년 FIFA 월드컵 유럽 지역 예선 플레이오프에서 아일랜드를 만나게 되었다. 이 플레이오프 2차전에서 앙리는 연장 후반에 골 라인 밖으로 나가는 공을 손으로 건드린 후 이를 바로 윌리암 갈라스에게 패스했고 갈라스가 헤딩슛으로 득점에 성공하여 이 골로 프랑스가 극적으로 월드컵 조별 리그에 진출하도록 도왔다.
이로 인해 앙리는 세계 축구 팬들의 큰 원성을 샀으며 이 사건은 아르헨티나의 디에고 마라도나의 신의 손 사건의 뒤를 잇는 제2의 신의 손 사건으로 불리며 논란의 중심이 되었다. 앙리는 경기 후의 인터뷰에서 자신이 무의식적으로 볼을 건드렸다며 핸드볼을 인정하고 사과하였으며, FIFA가 재경기를 치르게 해줄 것을 원한다고 밝혔다. FIFA는 재경기는 없으며 아일랜드가 공식적으로 요청한 33번째 월드컵 출전국으로 참가하는 것도 거부하였다. 프랑스가 2010년 FIFA 월드컵 조별 리그에서 1무 2패를 기록하면서 탈락하자 앙리는 국가 대표팀 은퇴를 선언했다.

## 은퇴 후
2014년에 현역 은퇴를 선언한 그는 영국 스카이스포츠와 BBC 등에서 해설가로 마이크를 잡았으며, 2015년 2월 유럽축구연맹(UEFA) 공인의 A급 지도자 자격 취득을 위해 아스널 FC의 유소년 아카데미 코치직을 맡으며 지도자 연수를 받았다. 이후 아스널 측으로부터 U-18 팀 코치 제안을 받았으나, 해설가 활동에 제한을 걸자 아스널의 제의를 거절했다. 이후 2016년 8월에 로베르토 마르티네스가 새로 사령탑에 앉게 된 벨기에 축구 국가대표팀의 부름을 받아 수석코치를 맡게 됐다. 2018년 FIFA 월드컵에서 로베르토 마르티네스를 보좌하며 1986년
이래 팀을 32년만에 준결승에 진출시켰다. 이후 AS 모나코를 거쳐 몬트리올 임팩트의 감독으로 선임되었다.

## 수상 내역

#### AS 모나코
- 리그 1 : 우승 (1996-97)

#### 아스널
- 프리미어리그 : 우승 (2001-02, 2003-04)
- FA컵 : 우승 (2001-02, 2002-03, 2004-05)
- FA 커뮤니티 실드 : 우승 (2002, 2004)
- UEFA 챔피언스리그 : 준우승 (2005-06)
- UEFA컵 : 준우승 (1999-00)

#### 바르셀로나
- 프리메라리가 : 우승 (2008-09, 2009-10)
- 코파 델 레이 : 우승 (2008-09)
- 수페르코파 데 에스파냐 : 우승 (2009)
- UEFA 챔피언스리그 : 우승 (2008-09)
- UEFA 슈퍼컵 : 우승 (2009)
- FIFA 클럽 월드컵 : 우승 (2009)

#### 뉴욕 레드불스
- 서포터스 쉴드 : 2013
- MLS 동부 컨퍼런스 : 2010, 2013

#### 프랑스
- UEFA 유럽 축구 선수권 대회 : 우승 (2000)
- FIFA 컨페더레이션스컵 : 우승 (2003)
- FIFA 월드컵 : 우승 (1998), 준우승 (2006)
- 툴롱 토너먼트 : 1997

### 개인
- 발롱도르 : 2위 (2003), 3위 (2006)
- FIFA 올해의 선수 : 2위 (2003, 2004)
- 리그 1 올해의 영플레이어 : 1996-97
- 프랑스 올해의 선수 : 2000, 2003, 2004, 2005, 2006
- PFA 올해의 선수 : 2002-03, 2003-04
- PFA 올해의 팀 : 2000-01, 2001-02, 2002-03, 2003-04, 2004-05, 2005-06
- FWA 올해의 선수 : 2002-03, 2003-04, 2005-06
- 프리미어리그 올해의 선수 : 2003-04, 2005-06
- 프리미어리그 득점왕 : 2001-02, 2003-04, 2004-05, 2005-06
- 프리미어리그 도움왕 : 2002-03
- 프리미어리그 이 달의 선수 4회
- 국왕컵 득점왕 : 2007-08
- 유로피언 골든슈 : 2003-04, 2004-05
- MLS 올스타 : 2011, 2012, 2013, 2014
- MLS XI : 2011, 2012, 2014
- MLS 이 달의 선수 1회
- 베스트 MLS 플레이어: 2013
- FIFPro 월드 베스트 XI : 2006
- UEFA 올해의 팀 : 2001, 2002, 2003, 2004, 2006
- BBC 올해의 골 : 2002-03
- 옹즈도르 : 2003, 2006
- 아스날 올해의 선수 : 2000, 2003, 2004, 2005
- 레지옹 도뇌르 : 1998
- UEFA 유럽 축구 선수권 대회 올스타 팀 : 2000
- FIFA 컨페더레이션스컵 : 골든볼, 골든슈 (이상 2003)
- FIFA 월드컵 올스타 팀 : 2006

#### 선정
- 발롱도르 드림팀 브론즈 : 2020
- 프리미어리그 명예의 전당 : 2021
- 프리미어리그 10주년 어워드
- 프리미어리그 20주년 어워드
- 잉글랜드 축구 명예의 전당 : 2008
- PFA 세기의 팀 : 2007
- UEFA 궁극의 팀 : 2015
- UEFA 유로 올타임팀 : 2016
- FIFA 100 : 2004
- 타임지 영웅, 선구자들 16위 : 2007

#### 발롱도르
- 2000 - 4
- 2001 - 9
- 2002 - 6
- 2003 - 2
- 2004 - 4
- 2005 - 4
- 2006 - 3
- 2007 - 19
- 2009 - 15

#### FIFA 올해의 선수
- 2000 - 7
- 2002 - 9
- 2003 - 2
- 2004 - 2
- 2005 - 4
- 2006 - 4
- 2007 - 8
- 2009 - 22

## 경력 통계

### 클럽 기록
2014년 8월 24일 기준
| 클럽          | 시즌    | 리그 | 리그 | 리그     | 컵   | 컵 | 컵       | 유럽 | 유럽 | 유럽     | 총   | 총   | 총       |
| 클럽          | 시즌    | 출장 | 골   | 어시스트 | 출장 | 골 | 어시스트 | 출장 | 골   | 어시스트 | 출장 | 골   | 어시스트 |
| ------------- | ------- | ---- | ---- | -------- | ---- | -- | -------- | ---- | ---- | -------- | ---- | ---- | -------- |
| AS 모나코     | 1994–95 | 8    | 3    | 1        | 0    | 0  | 0        | 0    | 0    | 0        | 8    | 3    | 1        |
| AS 모나코     | 1995–96 | 18   | 3    | 5        | 3    | 0  | 1        | 1    | 0    | 0        | 22   | 3    | 6        |
| AS 모나코     | 1996–97 | 36   | 9    | 8        | 3    | 0  | 1        | 9    | 1    | 4        | 48   | 10   | 13       |
| AS 모나코     | 1997–98 | 30   | 4    | 9        | 5    | 0  | 2        | 9    | 7    | 1        | 44   | 11   | 12       |
| AS 모나코     | 1998–99 | 13   | 1    | 3        | 1    | 0  | 0        | 5    | 0    | 2        | 19   | 1    | 5        |
| AS 모나코     | 합계    | 105  | 20   | 26       | 12   | 0  | 4        | 24   | 8    | 7        | 141  | 28   | 37       |
| 유벤투스      | 1998–99 | 8    | 3    | 2        | 1    | 0  | 0        | 1    | 0    | 0        | 20   | 3    | 2        |
| 유벤투스      | 합계    | 8    | 3    | 2        | 1    | 0  | 0        | 1    | 0    | 0        | 20   | 3    | 2        |
| 아스널        | 1999–00 | 31   | 17   | 9        | 5    | 1  | 0        | 11   | 8    | 2        | 47   | 26   | 11       |
| 아스널        | 2000–01 | 35   | 17   | 3        | 4    | 1  | 0        | 14   | 4    | 0        | 53   | 22   | 3        |
| 아스널        | 2001–02 | 33   | 24   | 5        | 5    | 1  | 2        | 11   | 7    | 0        | 49   | 32   | 7        |
| 아스널        | 2002–03 | 37   | 24   | 20       | 6    | 1  | 0        | 12   | 7    | 1        | 55   | 32   | 21       |
| 아스널        | 2003–04 | 37   | 30   | 9        | 4    | 4  | 2        | 10   | 5    | 3        | 51   | 39   | 14       |
| 아스널        | 2004–05 | 32   | 25   | 15       | 2    | 0  | 1        | 8    | 5    | 1        | 42   | 30   | 17       |
| 아스널        | 2005–06 | 32   | 27   | 7        | 2    | 1  | 0        | 11   | 5    | 2        | 45   | 33   | 9        |
| 아스널        | 2006–07 | 17   | 10   | 6        | 3    | 1  | 1        | 7    | 1    | 0        | 27   | 12   | 7        |
| 아스널        | 합계    | 254  | 174  | 77       | 31   | 10 | 6        | 84   | 42   | 9        | 369  | 226  | 92       |
| 바르셀로나    | 2007–08 | 30   | 12   | 9        | 7    | 4  | 0        | 10   | 3    | 2        | 47   | 19   | 11       |
| 바르셀로나    | 2008–09 | 29   | 19   | 8        | 1    | 1  | 0        | 12   | 6    | 4        | 42   | 26   | 12       |
| 바르셀로나    | 2009–10 | 21   | 4    | 2        | 3    | 0  | 0        | 8    | 0    | 1        | 32   | 4    | 3        |
| 바르셀로나    | 합계    | 80   | 35   | 19       | 11   | 5  | 0        | 30   | 9    | 7        | 121  | 49   | 26       |
| 뉴욕 레드불스 | 2010    | 11   | 2    | 3        | 1    | 0  | 0        | 0    | 0    | 0        | 12   | 2    | 3        |
| 뉴욕 레드불스 | 2011    | 26   | 14   | 4        | 3    | 1  | 1        | 0    | 0    | 0        | 29   | 15   | 5        |
| 뉴욕 레드불스 | 2012    | 25   | 15   | 12       | 2    | 0  | 0        | 0    | 0    | 0        | 27   | 15   | 12       |
| 뉴욕 레드불스 | 2013    | 30   | 10   | 9        | 2    | 0  | 1        | 0    | 0    | 0        | 32   | 10   | 10       |
| 뉴욕 레드불스 | 2014    | 21   | 7    | 11       | —    | —  | —        | —    | —    | —        | 21   | 7    | 11       |
| 합계          | 113     | 48   | 39   | 8        | 1    | 2  | 0        | 0    | 0    | 121      | 49   | 41   |          |
| 아스널        | 2011–12 | 1    | 1    | 0        | 1    | 1  | 0        | 0    | 0    | 0        | 2    | 2    | 0        |
| 합계          | 258     | 1751 | 78   | 33       | 11   | 6  | 85       | 42   | 9    | 376      | 2281 | 93   |          |
| 통산          | 통산    | 572  | 2811 | 166      | 67   | 17 | 12       | 139  | 59   | 23       | 769  | 3561 | 199      |

### 국가대표
| 국가   | 연도    | 출전 | 득점 | 도움 |
| ------ | ------- | ---- | ---- | ---- |
| 프랑스 | 1997-98 | 10   | 3    | 1    |
| 프랑스 | 1998-99 | 1    | 0    | 0    |
| 프랑스 | 1999-00 | 11   | 5    | 2    |
| 프랑스 | 2000-01 | 8    | 2    | 1    |
| 프랑스 | 2001-02 | 9    | 2    | 1    |
| 프랑스 | 2002-03 | 13   | 10   | 7    |
| 프랑스 | 2003-04 | 12   | 5    | 6    |
| 프랑스 | 2004-05 | 7    | 2    | 1    |
| 프랑스 | 2005-06 | 15   | 7    | 3    |
| 프랑스 | 2006-07 | 6    | 3    | 3    |
| 프랑스 | 2007-08 | 10   | 6    | 1    |
| 프랑스 | 2008-09 | 9    | 3    | 1    |
| 프랑스 | 2009-10 | 12   | 3    | 2    |
| 통산   | 통산    | 123  | 51   | 29   |

## 같이 보기
- A매치 100경기 이상 출전한 축구 선수 명단